# Society (film)
Pour le magazine quinzomadaire français fondé en 2015, voir Society (magazine).
Pour plus de détails, voir Fiche technique et Distribution.
Society est un film d'horreur nippo-américain réalisé par Brian Yuzna, sorti en 1989.

## Synopsis
À Beverly Hills, anthropophagie, orgies sadiennes, manipulations, meurtres et incestes s'enchaînent. Lorsque Bill Whitney, le souffre-douleur, avec sa femme, des petits garçons de la ville, découvre ce que toute sa vie sa famille adoptive lui a caché, il est horrifié : ses parents se livrent à des orgies.

## Fiche technique
- Titre : Society
- Titre québécois : Haute société
- Réalisation : Brian Yuzna
- Scénario : Rick Fry et Woody Keith
- Musique : Phil Davies et Mark Ryder
- Photographie : Rick Fichter
- Montage : Peter Teschner (en)
- Décors : Matthew C. Jacobs
- Costumes : Robin Lewis-West
- Production : Keith Walley, Keizo Kabata, Terry Ogisu et Paul White
- Sociétés de production : Society Productions Inc. et Wild Street Pictures
- Pays de production :  États-Unis -  Japon
- Format : Couleurs - 1,85:1 - Ultra Stéréo - 35 mm
- Genre : Horreur
- Durée : 95 minutes
- Date de sortie : 1989

## Distribution
- Billy Warlock (VF : Thierry Bourdon) : Bill Whitney
- Devin DeVasquez (VF : Dany Laurent) : Clarissa Carlyn
- Evan Richards (VF : Daniel Lafourcade)  : Milo
- Ben Meyerson (VF : Patrick Borg) : Ferguson
- Ben Slack (VF : Claude Rollet) : le docteur Cleveland
- Connie Danese (VF : Sophie Deschaumes) : Nan
- Charles Lucia (VF : Daniel Beretta) : Jim Whitney
- Patrice Jennings (VF : Claire Guyot) : Jenny Whitney
- Tim Bartell (VF : Éric Chevallier) : David Blanchard
- David Wiley (VF : Michel Tureau) : le juge Carter
- Pamela Matheson : Mme Carlyn
- Heidi Kozak : Shauna
- Brian Bremer : Petrie
- Maria Claire : Sally
- Conan Yuzna : Jason
- Jason Williams : l'ami de Jason

## Autour du film
- Le tournage s'est déroulé à Culver City, en Californie.
- Il s'agit du premier film réalisé par Brian Yuzna.
- Society a remporté un certain succès en Europe, mais est resté trois ans sans qu'aucun distributeur ne s'y intéresse aux États-Unis. D'après une interview accordée par le cinéaste, les Européens seraient plus enclins à accepter les idées véhiculées par le film.
- Conan Yuzna, qui interprète ici Jason, est le fils du réalisateur.

## Bande originale
- Le Beau Danube bleu, composé par Johann Strauß
- Eton Boat Song, composé par A.D.E.W.
- Tonight, composé par Mark Ryder et Phil Davies
- If You Aint Got Money, composé par Mark Ryder et Phil Davies
- Clarisas Song (Make It Tonight), composé par Mark Ryder et Phil Davies

## Récompenses
- Prix des meilleurs maquillages, lors du Festival international du film fantastique de Bruxelles 1990.